# Agurapsta
Agurapsta (en georgiano: აღურაფსთა; en ruso: Агурипста; en abjasio: Аҕәраҧсҭа, romanizado: Aguriptsa) es una aldea que pertenece a la parcialmente reconocida República de Abjasia, parte del distrito de Sujumi, aunque de iure pertenece al municipio de Sojumi de la República Autónoma de Abjasia de Georgia.

## Geografía
Agurapsta se encuentra en la orilla derecha del río Baviu, afluente del Bzipi, 6 km de Psju y a 60 km de Sujumi. La aldea se administra desde el pueblo de Psju.

## Demografía
La evolución demográfica de Agurapsta entre 1959 y 1989 fue la siguiente:
| 52                                                  | 5 |
| (Fuente: Population of Abkhazia since Soviet times) |   |

Antes de la guerra de Abjasia, la mayoría de la población local eran rusos.

## Economía
La ganadería y la apicultura se desarrollaron durante el período soviético.   